# 882

## Събития
- Княз Олег обединява Киев и Новгород.

## Починали
- Асколд, варяжки военачалник
- 16 декември – Йоан VIII, римски папа